# Itch (EP)
Itch és un EP de la banda britànica Radiohead publicat l'1 de juny de 1994 únicament al Japó.
Entre les vuit cançons hi ha la versió estatunidenca de ""Stop Whispering", una nova versió de "Thinking About You", dues cançons acústiques i tres en directe enregistrades a la sala Metro de Chicago el 30 de juny de 1993.

## Llista de cançons
| Núm.          | Títol                               | Durada |
| ------------- | ----------------------------------- | ------ |
| 1.            | «Stop Whispering» (versió EUA)      | 4:13   |
| 2.            | «Thinking About You» (versió Drill) | 2:17   |
| 3.            | «Faithless, The Wonder Boy»         | 4:09   |
| 4.            | «Banana Co.» (acústica)             | 2:27   |
| 5.            | «Killer Cars» (directe)             | 2:17   |
| 6.            | «Vegetable» (directe)               | 3:12   |
| 7.            | «You» (directe)                     | 3:38   |
| 8.            | «Creep» (acústica)                  | 4:19   |
| Durada total: | Durada total:                       | 26:35  |